# 桦墅村

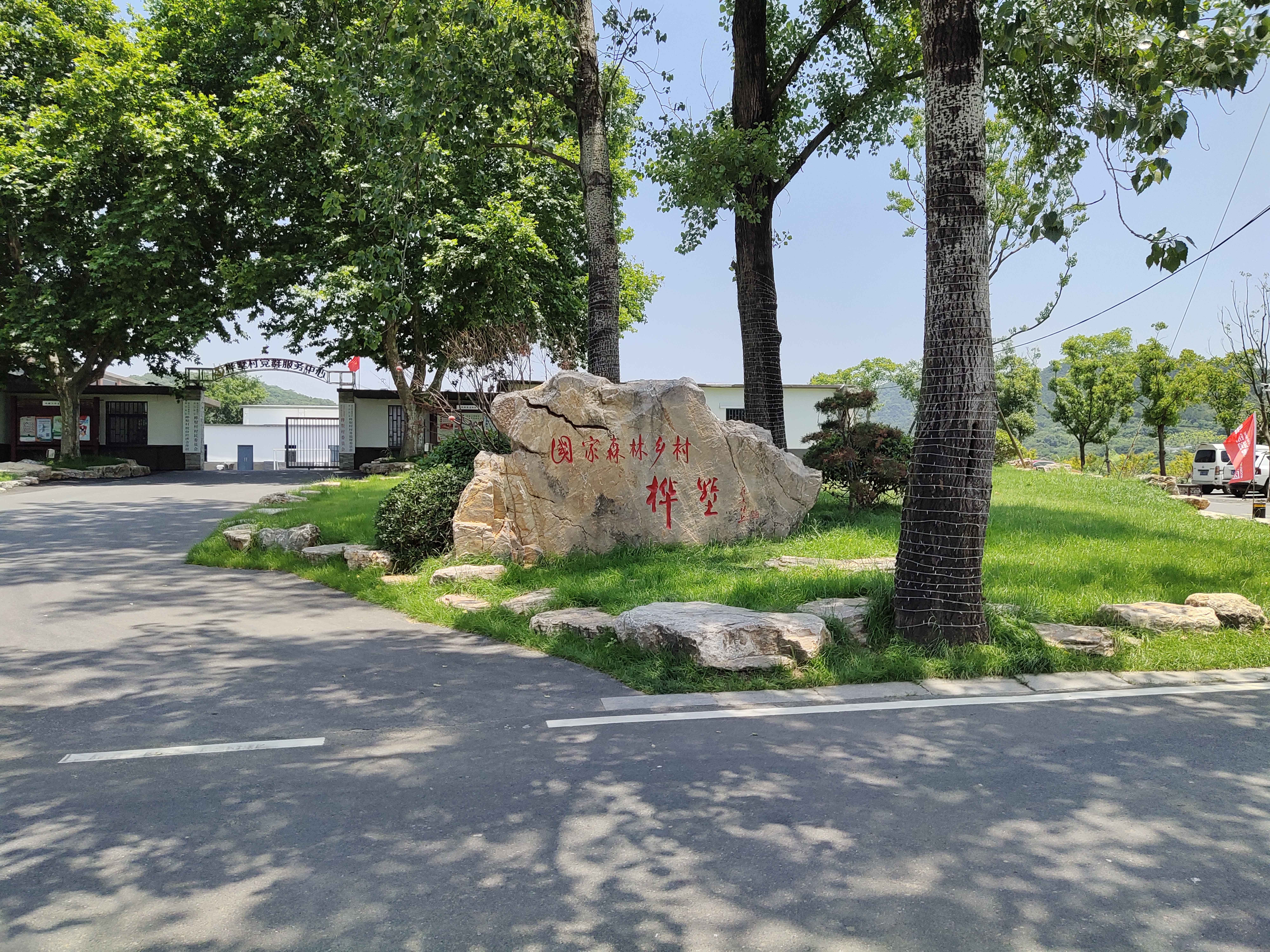
桦墅村委

桦墅村是中华人民共和国江苏省南京市栖霞区西岗街道下辖的行政村，位于周冲水库旁，总面积8.8平方公里，总人口3,169人。桦墅村桦墅村曾获得南京市美丽乡村、江苏省水美乡村等称号。

## 地理位置

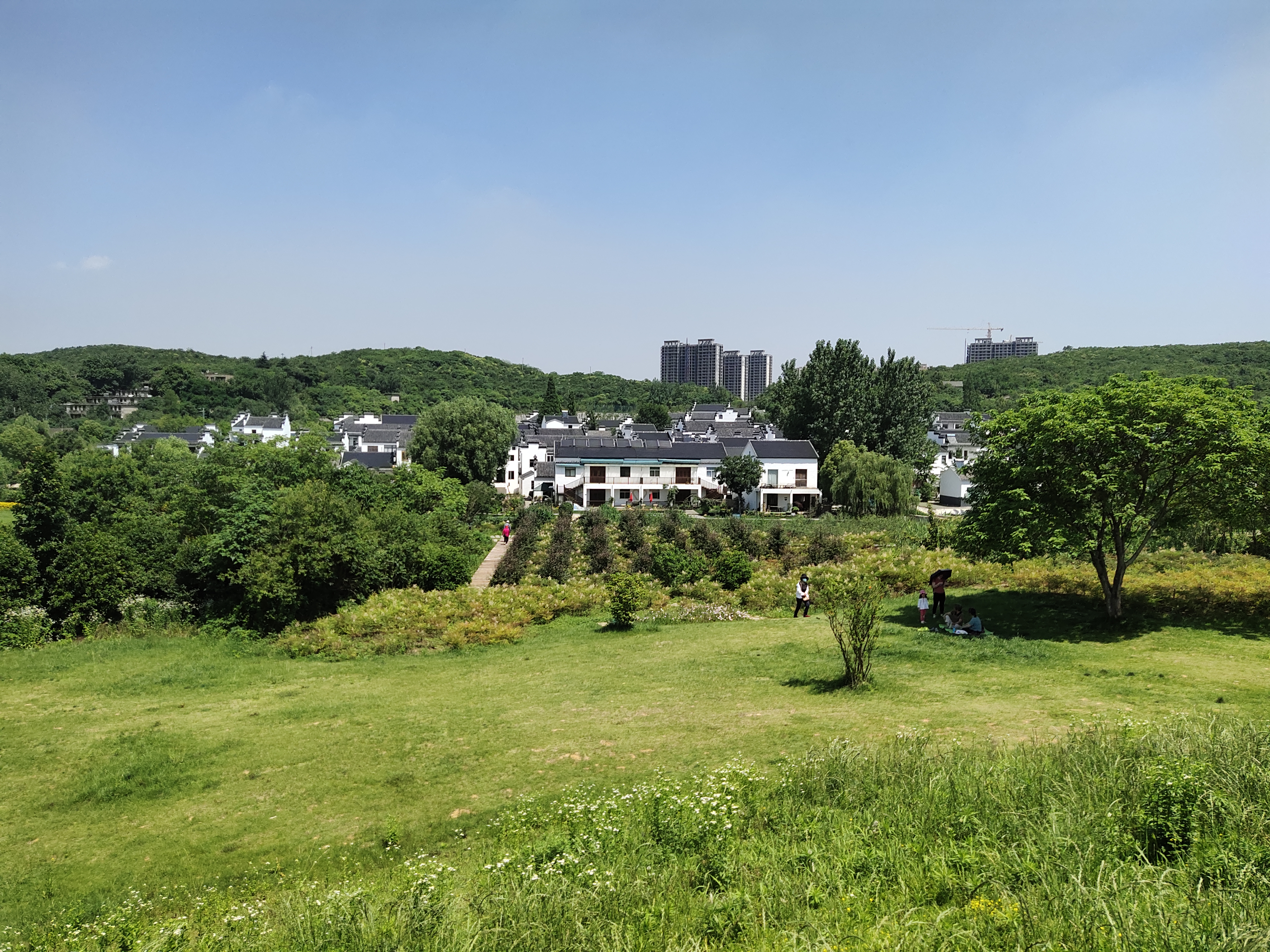
桦墅周冲村，北面一山之隔为句容宝华新城

桦墅村位于栖霞区东部，紧邻仙林大学城，与江寧區汤山街道和句容市寶華鎮相邻。桦墅以丘陵地貌为主，绿化覆盖率达80%以上。桦墅三面环山，射乌山、天帽子山、陈山、庙山、龙王山等大大小小的山头散布其间，形成独有的“城中乡，乡边城”格局。桦墅村周边包括：北面一山之隔为句容宝华新城，南面紧邻江宁区的江苏园博园，西面有地铁4号线的青龙车辆基地，东南则是传说中后羿射日之地射乌山。

## 历史文化
桦墅村原名大王村，它是南宋宰相秦桧的家乡。历史上秦桧因杀害岳飞招致世人痛恨，碍于奸臣的名声，大王村这个名字太过招摇，后来人们根据村里生长的两棵百年桦树，改村名为桦墅村。

## 行政区划
桦墅村原属南京市江宁区汤山街道管辖，2011年5月5日划归栖霞区西岗街道。
桦墅村下辖11个自然村，包括桦墅东、桦墅西、玕东村、水家边、周冲、新民队、杨柳塘村、下法汛、陈岗、三八队、幸福村。

## 乡村建设
2014年开始，桦墅村开始建设美丽乡村，通过整治环境，实现污水管网自然村全覆盖，完成198座旱厕改造，新建了14个标准化公厕，建成1000亩苗圃示范区、50亩南粳46水稻基地、60亩水果采摘园等。
桦墅村注重美丽乡村建设与乡村旅游的发展。该村发展特色生态农业和休闲农业，引进了水稻优良品种南粳46，通过种植和土地流转收益，提高了村民的收入。桦墅大米通过了国家“绿色食品”认证。桦墅村鼓励农户创业，村党支部设置了专门人员帮扶农户，同时鼓励农户开办农家乐。

### 文化建设
桦墅村鼓励村民对自己房屋进行环境整治。党总支并定期举办道德大讲堂，举办“最美家庭”等评比活动。2018年桦墅村开通了掌上云社区公共服务平台，通过“掌上支部+云服务”来营造美好乡村。桦墅村推进“六好家庭”积分制，按照爱党爱国、遵纪守法、家庭和谐、邻里和睦、门前三包、诚信友善这“六好”标准，对村农户进行评定，并在家门口悬挂六好牌匾。

## 荣誉称号
2017年，桦墅村被评为江苏省休闲观光农业示范村。
2019年12月25日，桦墅村被国家林业和草原局评定为国家森林乡村。
2021年3月18日，桦墅村被中国生态文化协会评定为全国生态文化村。
2021年5月，桦墅村入选2021年江苏省乡村旅游重点村名录。
此外，桦墅村还先后获得了南京市水美乡村、江苏省水美乡村、南京市美丽乡村示范村、全国休闲农业与乡村旅游示范点、全国示范农家书屋、江苏省特色田园乡村等称号。

## 接驳交通
- 南京地铁4号线西岗桦墅站
- 198路（新民队－摄山星城）
- 329路（周村－元化路）
- 903路（汤山集镇－桦墅·下法汛）

## 图集

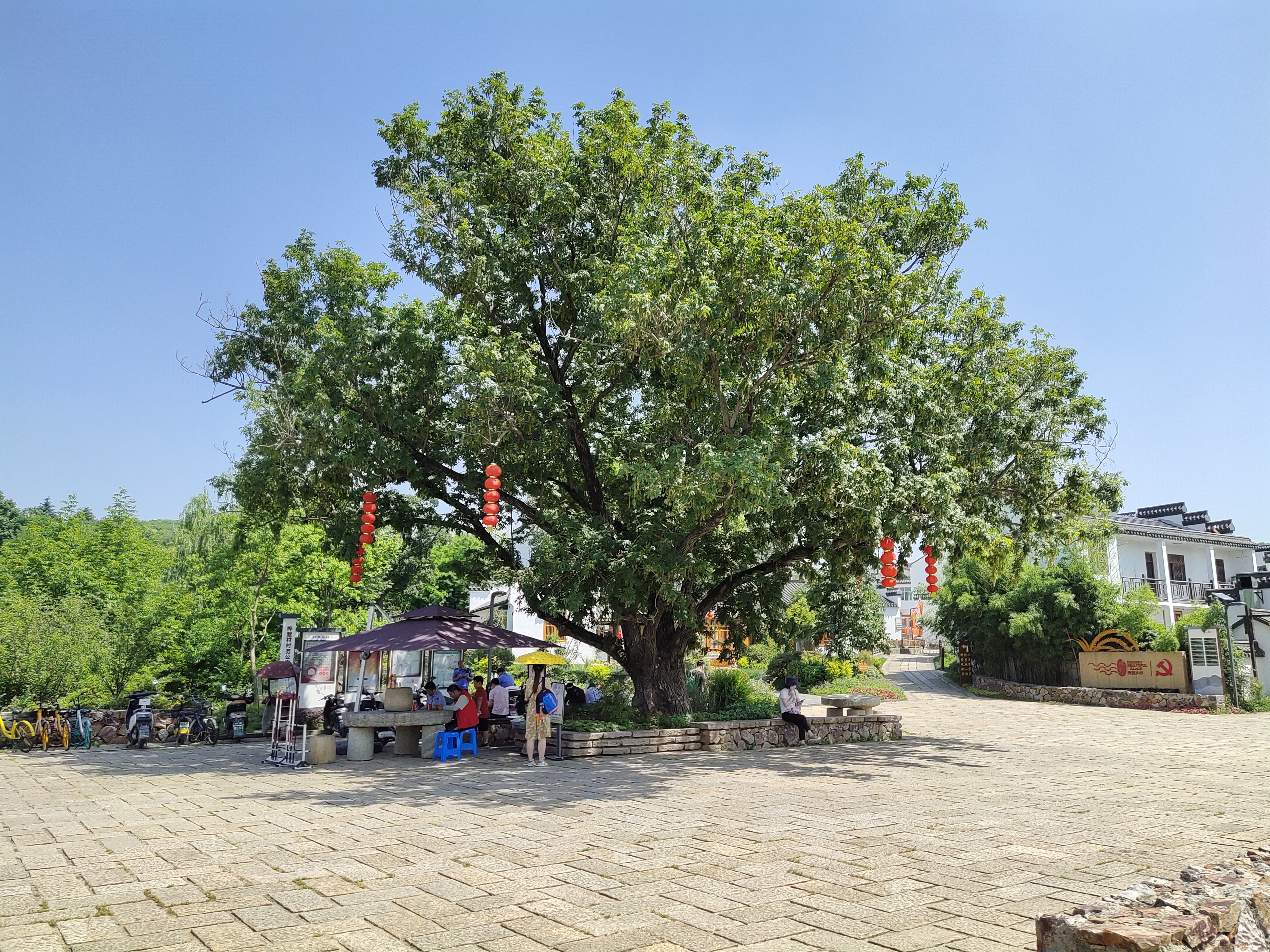
桦墅周冲村内古树
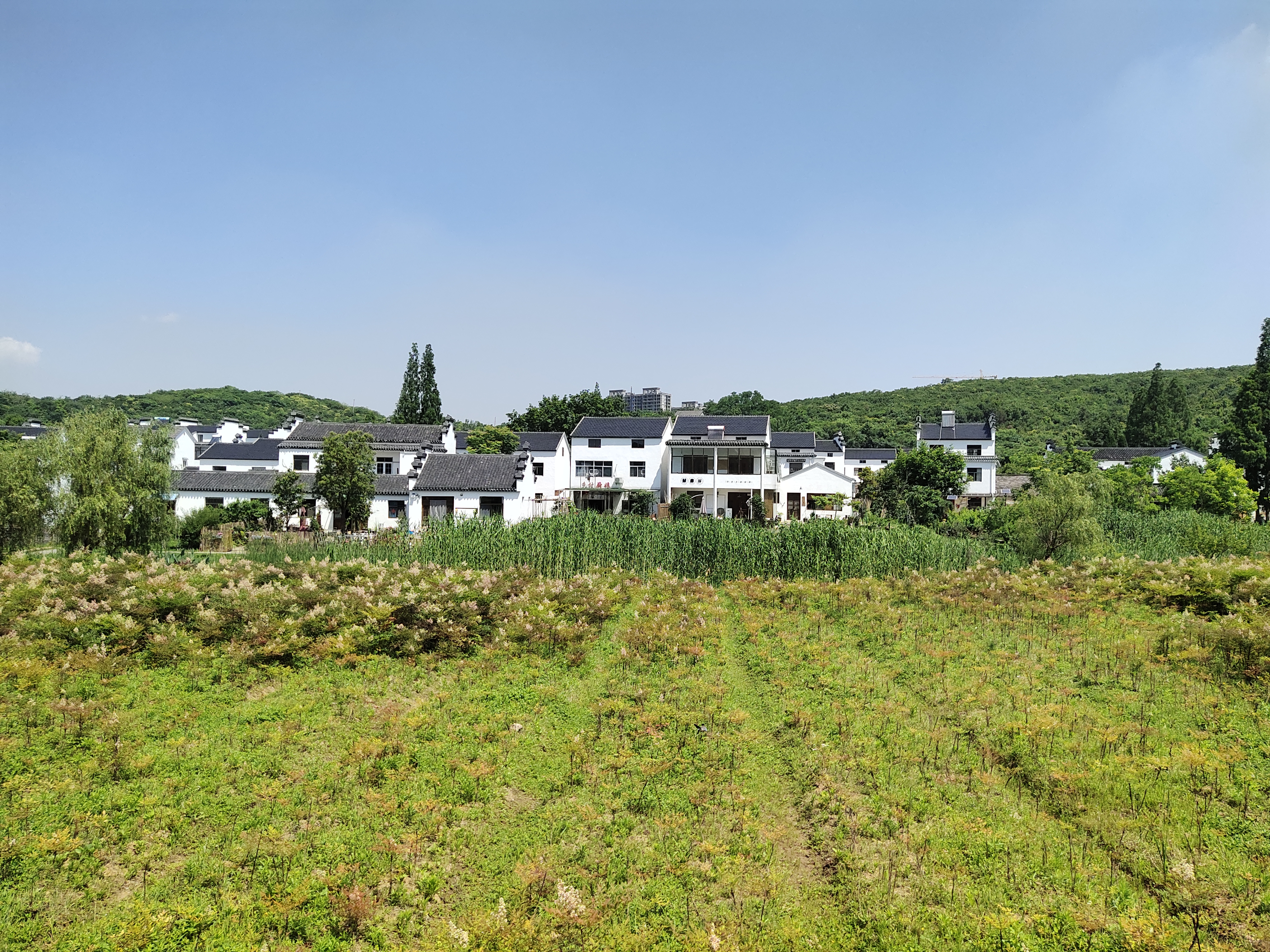
桦墅周冲村远景
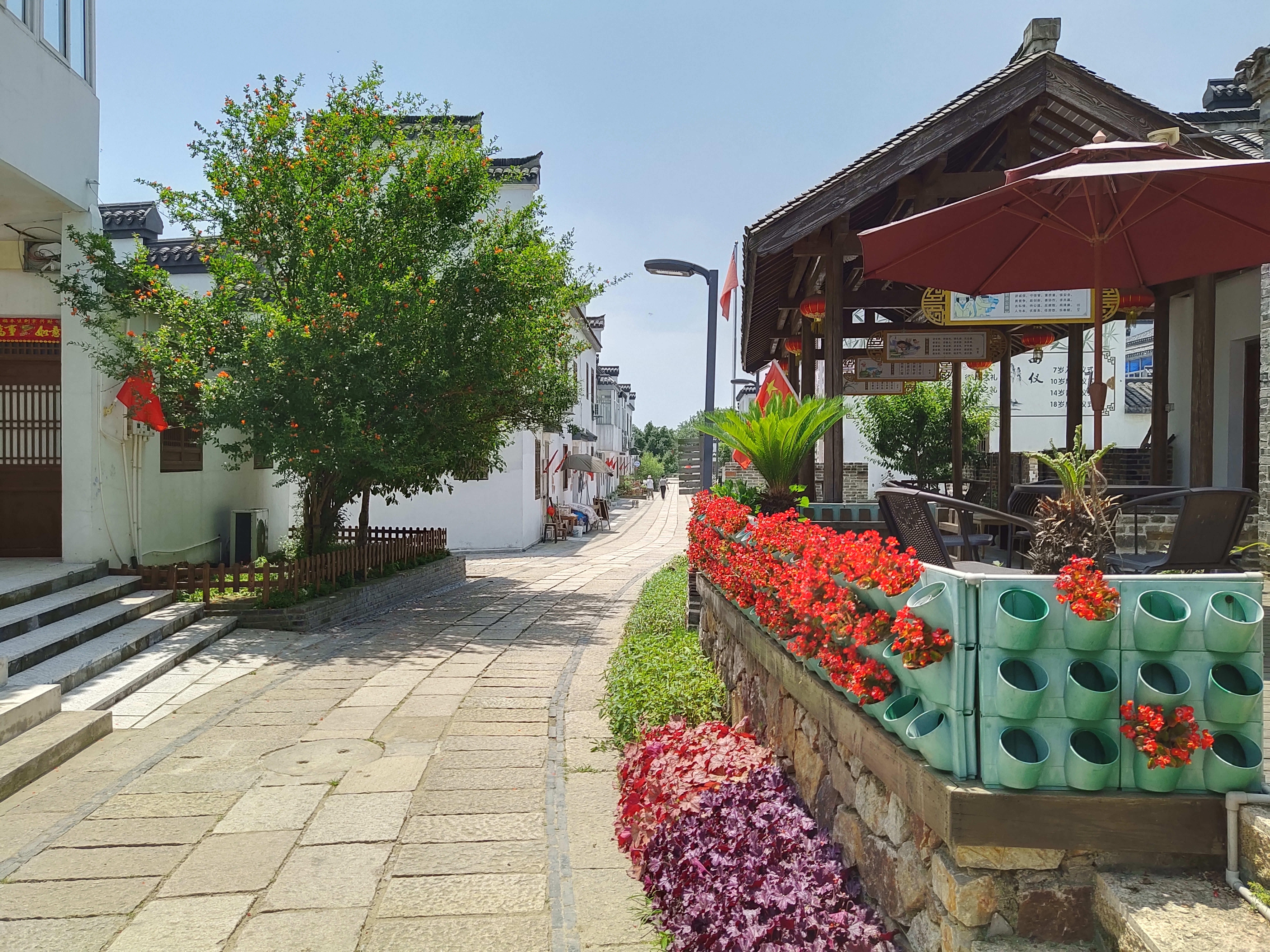
桦墅周冲村内街道
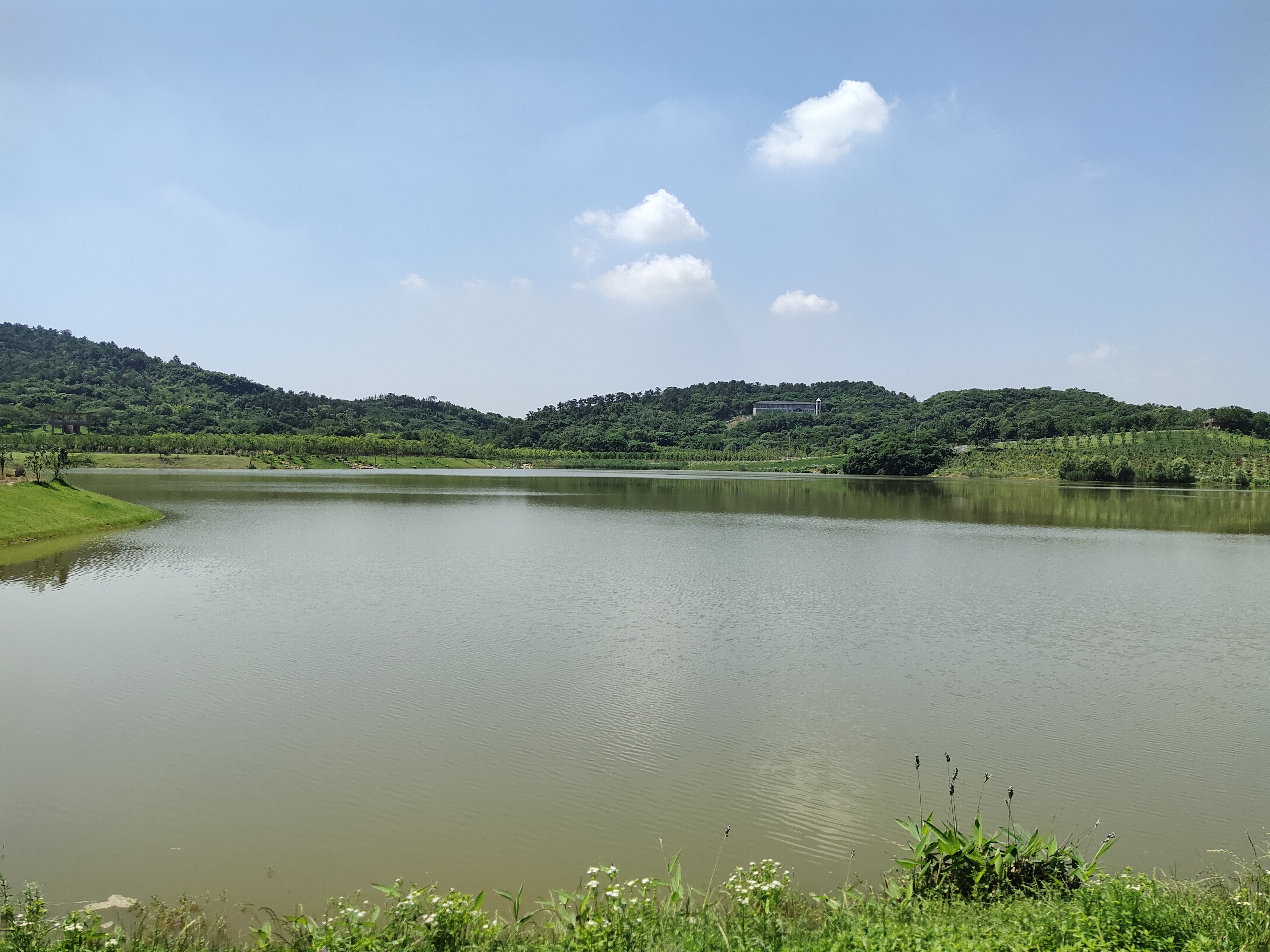
周冲水库
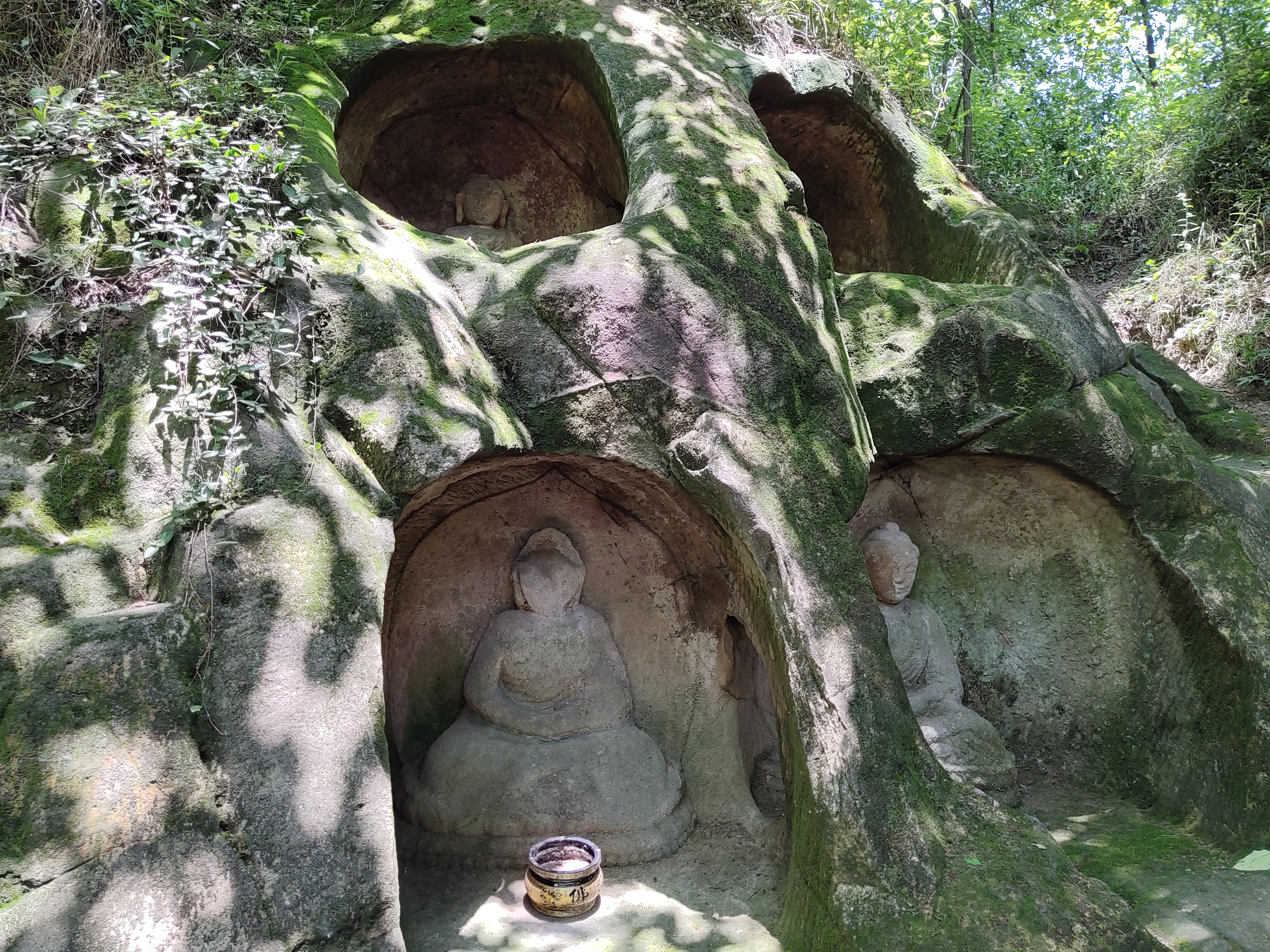
桦墅石佛庵石刻